# NK Zamet Rijeka
Nogometni klub Zamet Rijeka hrvatski je nogometni klub iz Rijeke. 
Trenutačno se natječe u 4. NL NS Rijeka.

## Vanjske poveznice
- Službena web-stranica
- Profil, HNS Semafor